# Lemairegisa conspicua
Lemairegisa conspicua är en fjärilsart som beskrevs av Butler 1878. Lemairegisa conspicua ingår i släktet Lemairegisa och familjen tandspinnare. Inga underarter finns listade i Catalogue of Life.